# Černík
Černík este o comună slovacă, aflată în districtul Nové Zámky din regiunea Nitra, pe malul râului Nitra. Localitatea se află la altitudinea de 129 m deasupra n.m., se întinde pe o suprafață de 13,39 km2 și în 2017 număra 1.057 de locuitori.

## Istoric
Localitatea Černík este atestată documentar din 1156.

## Demografie
| An:                | 1994 | 2004   | 2014   | 2024   |
| ------------------ | ---- | ------ | ------ | ------ |
| Număr de persoane: | 1013 | 992    | 1016   | 1058   |
| Diferență:         |      | −2,07% | +2,41% | +4,13% |

| An:                | 2023 | 2024   |
| ------------------ | ---- | ------ |
| Număr de persoane: | 1037 | 1058   |
| Diferență:         |      | +2,02% |